# Orlovice
Orlovice (en allemand : Orlowitz) est une commune du district de Vyškov, dans la région de Moravie-du-Sud, en République tchèque. Sa population s'élevait à 322 habitants en 2020.

## Géographie
Orlovice se trouve à 9 km au sud-est de Vyškov, à 36 km à l'est de Brno et à 213 km à l'est-sud-est de Prague.
La commune est limitée par Prusy-Boškůvky et Moravské Málkovice au nord, par Švábenice à l'est, par Hvězdlice et Bohdalice-Pavlovice au sud, et par Kozlany et Vážany à l'ouest.

## Histoire
La première mention écrite de la localité remonte à 1328.